# Maj 2007 w sporcie
Zobacz też: Maj 2007 · Zmarli w maju 2007 · Maj 2007 w Wikinews

## 31 maja

### Koszykówka
- Prokom Trefl Sopot Mistrzem Polski, BOT Turów Zgorzelec wicemistrzem. Rywalizacja zakończyła się wynikiem 4:1 dla Prokomu. Ostatni mecz Prokom wygrał 68:56.

## 26 maja

### Piłka nożna
- Zagłębie Lubin po wygranej w Warszawie z Legią 2:1 po raz drugi w historii wywalczyło tytuł Mistrza Polski.

## 25i26 maja

### Piłka siatkowa
- Reprezentacja Polski dwukrotnie pokonała w Łodzi Chiny (3:0 i 3:2) w pierwszych meczach Ligi Światowej siatkarzy 2007.

## 23 maja

### Piłka nożna
- AC Milan zdobył po raz siódmy w historii Puchar Europy pokonując w finale Ligi Mistrzów w Atenach Liverpool 2:1 (1:0).

## 20 maja

### Rajdowe mistrzostwa świata
- Rajd Włoch 2007
  - W tegorocznym Rajdzie Włoch zwyciężył Fin Marcus Grönholm osiągając na mecie prawie półminutową przewagę nad drugim jego rodakiem Mikko Hirvonenem. Trzeci był Hiszpan Daniel Sordo. W rajdzie wziął udział także Polak Michał Kościuszko, lecz zakończył go na 44. pozycji i nie zdobył żadnych punktów w klasyfikacji Junior WRC.

## 17 maja

### Kolarstwo
- Zwycięzcą dzisiejszego sprinterskiego etapu Giro d'Italia 2007 został Robert Förster, drugi finiszował Thor Hushovd, trzeci Alessandro Petacchi. (Wikinews)

## 16 maja

### Piłka nożna
- Sevilla FC pokonał w Glasgow po rzutach karnych (2:2, k. 3:1) Espanyol Barcelona i po raz drugi z rzędu zdobył piłkarski Puchar UEFA.

## 12 maja

### Żużel
- Grand Prix Europy 2007:
  - Duńczyk Nicki Pedersen zwyciężył we Wrocławiu w zawodach o Wielką Nagrodę Europy. W finale pokonał swojego rodaka Hansa Andersena i Brytyjczyka Chrisa Harrisa. Żaden z pięciorga Polaków nie awansował do półfinałów: Sebastian Ułamek, Jarosław Hampel, Rune Holta (Norweg pod polską flagą) i Wiesław Jaguś zajęli kolejno miejsca 9-12 (wszyscy po 6 punktów), Tomasz Gollob był 15. (3 punkty), Tomasz Gapiński 16. (1 punkt w jednym biegu), a Tomasz Jędrzejak nie startował.

## 9 maja

### Żużel
- Grand Prix Szwecji 2007:
  - Fredrik Lindgren otrzymał dzika kartę na start w Grand Prix Szwecji (26 maja). Rezerwę toru stanowić będą żużlowcy klubu organizatora (Jonas Davidsson i Eric Andersson). W turnieju wystąpi jeszcze czwórka Polaków: Tomasz Gollob, Jarosław Hampel, Wiesław Jaguś oraz startujący pod polską flagą Norweg Rune Holta.

## 8 maja

### Żużel
- Szwedzka Elitserien 2007 (I kolejka):
  - Indianerna Kumla – Rospiggarna Hallstavik 45:51
  - Hammarby Sztokholm – Piraterna Motala 48:48
  - VMS Elit Vetlanda – Västervik Speedway 44:52
  - Smederna Eskilstuna – Kaparna Göteborg 51:45
  - Masarna Avesta – Dackarna Målilla 46:50

## 6 maja

### Rajdowe mistrzostwa świata
- Rajd Argentyny 2007
  - W tegorocznym rajdzie Argentyny najlepszy okazał się Francuz Sebastien Loeb osiągając na mecie ponad 30-sekundową przewagę nad drugim Finem Marcusem Grönholmem. Trzecie miejsce zajął rodak Grönholma, Mikko Hirvonen, tracąc do zwycięzcy ponad dwie minuty. Rajdu nie ukończył jedyny startujący Polak, Leszek Kuzaj.

### Żużel
- VI runda polskiej Ekstraligi:
  - Unibax Toruń – Polonia Bydgoszcz 60:32
  - ZKŻ Kronopol Zielona Góra – Unia Tarnów 48:43
  - Marma Polskie Folie Rzeszów – Unia Leszno 49:41
- VI runda polskiej I ligi:
  - PSŻ Milion Team Poznań – Stal Gorzów 33:60
  - RKM Rybnik – GKŻ Lotos Gdańsk 46:44
- IV runda polskiej II ligi:
  - SK Lokomotīve Dyneburg – Kolejarz Opole 53:36
  - PSK Olymp Praga – Orzeł Łódź 0:40 (wo)

## 5 maja

### Żużel
- Mistrzostwa Europy Par 2007:
  - W austriackim Natschbach-Loipersbach rozegrano pierwszy półfinał MEP. W zawodach zwyciężyła para gospodarzy, która po biegu dodatkowym pokonała parę czeską. Awans do finału uzyskała także para Finów.

## 3 maja

### Piłka nożna
- Puchar UEFA 2006/07:
  - Werder Brema – Espanyol Barcelona 1 : 2

### Żużel
- V runda polskiej Ekstraliga 2007:
  - Unia Tarnów – Złomrex Włókniarz Częstochowa 44:46
  - Atlas Wrocław – Polonia Bydgoszcz 59:30
  - Unia Leszno – Kronopol Zielona Góra 50:40
- V runda polskiej I ligi 2007:
  - GTŻ Grudziądz – PSŻ Milion-Team Poznań 60:30
  - Stal Gorzów Wlkp. – TŻ Sipma Lublin 53:36
  - Start Gniezno – RKM Rybnik 48:42
  - Lotos Gdańsk – KM Intar Lazur Ostrów Wlkp. 58:33

## 2 maja

### Żużel
- Grand Prix Europy 2007:
  - Sebastian Ułamek otrzymał dzika kartę na start w Grand Prix Europy (12 maja). Rezerwę toru stanowić będą żużlowcy klubu organizatora (Tomasz Gapiński i Tomasz Jędrzejak). W turnieju wystąpi jeszcze czwórka Polaków: Tomasz Gollob, Jarosław Hampel, Wiesław Jaguś oraz startujący pod polską flagą Norweg Rune Holta.

## 1 maja

### Żużel
- Szwedzka Elitserien 2007 (inauguracja ligi):
  - Kaparna Göteborg – VMS Elit Vetlanda 36:60
  - Västervik Speedway – Bajen Speedway Sztokholm 50:46
  - Piraterna Motala – Masarna Avesta 50:46
  - Dackarna Målilla – Indianerna Kumla 58:38
  - Rospiggarna Hallstavik – Smederna Eskilstuna 52:44
- Indywidualne Mistrzostwa Europy 2007:
  - W niemieckim Stralsundzie odbyła się pierwsza runda kwalifikacyjna IME 2007. Wygrał ją po biegu dodatkowym Polak Karol Ząbik przed Czechem Lukášem Drymlem i Słoweńcem Matejem Ferjanem. Awans do półfinałów uzyskali także piąty Sebastian Ułamek i dziesiąty Mariusz Staszewski (ostatnie miejsce premiowane awansem).